# Cổ Nhĩ vương
Cổ Nhĩ Vương (mất 286, trị vì 234–286) là vị quốc vương thứ 8 của Bách Tế. Ông là con trai thứ hai của vị quốc vương thứ 4 Cái Lâu Vương và là đệ của quốc vương thứ 5 là Tiếu Cổ Vương.

## Bối cảnh
Sau cái chết của vị quốc vương thứ 6 là Cừu Thủ Vương, người con cả của Sa Bạn lên ngôi, song lại tỏ ra quá trẻ để nắm quyền. Cỗ Nhĩ đã phế truất Sa Bạn và trở thành vua.
Một số học giả giải thích các tập sử Triều Tiên Tam quốc sử ký (Samguk Sagi) và Tam quốc di sự (Samguk Yusa) cho thấy rằng Cổ Nhĩ là đệ của mẫu thân Tiểu Cổ Vương, ngụ ý rằng ông thuộc dòng Utae - Phất Lưu, chứ không phải là một hậu duệ của người sáng lập được công nhận theo truyền thống là Ôn Tộ Vương.
Sác sử Trung Quốc Chu thư (周書) và Tùy thư (隋書) đề cập đến việc "Cừu Đài" là người sáng lập nên Bách Tế, và một số học giả tin rằng "Cừu Đài" thực ra là Cổ Nhĩ Vương, người sáng lập thực sự của vương quốc.

## Trị vì
Cổ Nhĩ Vương đã tăng cường tính tập trung của Bách Tế, tập trung quyền lực hoàng gia và đặt nền tảng cho cấu trúc nhà nước.
Ngay sau khi lên ngôi, ông đã cho hình thành một cơ cấu quân sự trung ương để hạn chế tính độc lập của các thị tộc địa phương. Tam quốc sử ký chép thuật rằng, năm 260, ông đã cho lập một bộ máy quan lại trung ương gồm 6 tả bình, 16 cấp quan vị, và một quy tắc phục trang, mặc dù vậy, một hệ thống hoàn chỉnh đã chỉ được hoàn thành sau khi ông trị vì.
Năm 262, ông được thuật lại là đã lập các quy định chống lại việc hối lộ, yêu cầu các quan lại tham nhũng phải trả lại gấp ba lần số tiền nhận hối lộ. Ông cũng lệnh cho canh tác ở vùng đất nông nghiệp phía nam kinh đô.

## Quan hẹ đối ngoại
Dưới thời trị vì của Cổ Nhĩ Vương, Bách Tế đã mở rộng kiểm soát đến khu vực sông Hán và đạt được uy thế lâu dài trước các tiểu quốc còn lại trong Mã Hàn, một liên minh lỏng lẻo ở tây nam bán đảo Triều Tiên. Ông cũng tấn công nước Tân La ở biên giới phía đông của Bách Tế.
Bách Tế cũng thay đổi cũng thay đổi tình thế phòng thủ trước Trung Quốc bằng một cuộc tấn công. Cổ Nhĩ Vương đã tấn công Lạc Lãng quận và Đái Phương quận do Trung Quốc kiểm soát để đáp lại việc nước này tấn công khu vực sông Hán nhằm bẻ gãy và ngăn ngừa thế lực mới nổi là Bách Tế. Năm 246, theo cả sách sử Triều Tiên là Tam quốc sử ký và sách sử Trung Hoa là Tam quốc chí, Bách Tế đã tấn công Đái Phương quận và giết thái thú Công Tuân.